# محاصرة الأيونات
محاصرة الأيونات في علم الأحياء الخلوي، هي تراكم تركيز أعلى من مادة كيميائية عبر غشاء الخلية بسبب قيمة pKa للمادة الكيميائية واختلاف الرقم الهيدروجيني عبر غشاء الخلية. وينتج عن ذلك تراكم المواد الكيميائية الأساسية في سوائل الجسم الحمضية مثل السيتوسول، والمواد الكيميائية الحمضية التي تتراكم في السوائل الأساسية.

## الآلية
لدى العديد من الخلايا آليات أخرى لضخ الجزيء داخل الخلية أو خارجها ضد تدرج التركيز، لكن هذه العمليات نشطة، أي أنها تتطلب إنزيمات وتستهلك الطاقة الخلوية. في المقابل، لا يتطلب احتجاز الأيونات أي إنزيم أو طاقة. وهو مشابه للتناضح من حيث أن كلاهما يتضمن طبيعة غشاء الخلية شبه المنفذة.
تحتوي الخلايا على درجة حموضة أكثر حمضية داخل الخلية من خارجها (الخلايا المخاطية في المعدة هي الاستثناء). ولذلك، فإن الأدوية الأساسية (مثل بوبيفاكايين، بيريميثامين) تكون مشحونة داخل الخلية أكثر من خارجها. غشاء الخلية نافذ للجزيئات غير المتأينة (القابلة للذوبان في الدهون)؛ ولا تستطيع الجزيئات المتأينة (القابلة للذوبان في الماء) عبوره بسهولة. بمجرد أن يعبر جزيء غير مشحون من مادة كيميائية أساسية غشاء الخلية ليدخل إلى الخلية، يصبح مشحونا بسبب اكتساب أيون الهيدروجين بسبب انخفاض الرقم الهيدروجيني داخل الخلية، وبالتالي يصبح غير قادر على العبور. ولأنه يجب الحفاظ على توازن الغشاء، يجب أن ينتشر جزيء موحد آخر داخل الخلية لتكرار العملية. وبالتالي فإن تركيزه داخل الخلية يزيد عدة مرات عن تركيزه في الخارج. تظل جزيئات الدواء غير المشحونة بتركيز متساوٍ على جانبي غشاء الخلية.
تعتمد شحنة الجزيء على الرقم الهيدروجيني لمحلوله. في الوسط الحمضي، تكون الأدوية الأساسية أكثر شحنًا والأدوية الحمضية أقل شحنًا، والعكس صحيح في الأوساط الأساسية. على سبيل المثال، نابروكسين هو دواء مضاد للالتهابات غير الستيرويدية وهو حمض ضعيف (قيمة pKa له هي 5.0). درجة حموضة عصارة المعدة 2.0. إنه فرق ثلاثة أضعاف (بسبب مقياس السجل) بين الرقم الهيدروجيني و pKa الخاص به؛ وبالتالي هناك فرق 1000× بين التركيزات المشحونة وغير المشحونة. لذلك، في هذه الحالة، لكل جزيء من النابروكسين المشحون، هناك 1000 جزيء من النابروكسين غير المشحون عند درجة حموضة 2. ولهذا السبب يتم امتصاص الأحماض الضعيفة بشكل أفضل من المعدة والقواعد الضعيفة من الأمعاء حيث يكون الرقم الهيدروجيني قلويًا. عندما يكون الرقم الهيدروجيني للمحلول مساويًا لـ pKa للدواء المذاب، يتأين 50% من الدواء، ويتحد 50% أخرى.

## الدوائية
إن احتجاز الأيونات هو السبب وراء إفراز الأدوية الأساسية (القلوية) في المعدة (على سبيل المثال المورفين )، حيث يكون الرقم الهيدروجيني حمضيًا، وتفرز الأدوية الحمضية في البول حيث تكون الظروف قلوية. وبالمثل، فإن تناول بيكربونات الصوديوم مع الأمفيتامين، وهو قاعدة ضعيفة، يؤدي إلى امتصاص أفضل للأمفيتامين (في المعدة) وإفرازه بشكل أقل (في البول)، وبالتالي يطيل مفعوله. يمكن أن يتسبب احتجاز الأيونات في فشل جزئي لبعض العلاجات الكيميائية المضادة للسرطان.
يعتبر الاصطياد الأيوني مهمًا أيضًا خارج نطاق علم الصيدلة. على سبيل المثال، يتسبب في تراكم الهرمونات ذات الحموضة الضعيفة في العصارة الخلوية للخلايا. وهذا مهم في الحفاظ على التركيز الخارجي للهرمون منخفضًا في البيئة خارج الخلية حيث يتم استشعار العديد من الهرمونات. ومن أمثلة الهرمونات النباتية التي تتعرض للاصطياد الأيوني حمض الأبسيسيك وحمض الجبريليك وحمض الريتينويك. من أمثلة الهرمونات الحيوانية المعرضة للاصطياد الأيوني البروستاسيكلين واللوكوترين.

## أنظر أيضا
- التنافذ
- الفيزياء الحيوية
- إدرار البول القسري
- معادلة هندرسون-هاسلبالخ